# ムアントラン郡
座標: 北緯7度33分30秒 東経99度36分36秒 / 北緯7.55833度 東経99.61000度
ムアントラン郡（ムアントランぐん）は、タイ南部・トラン県にある郡（アムプー）である。トラン県の県庁所在地でもある。

## 名称
「トラン」の語の意味は分かっていない。マレー語で「トランケ」つまり「暁」を意味するとも、「トラン」すなわち「混血児」を意味するとも言われる。
地元では、県庁所在地の中心部のタムボンの名前を取ってタップティエンとも呼ぶ。

## 歴史
長らく現在のトラン県の地域はナコーンシータンマラート王国のアンダマン海側の貿易の要所として発展していたが、現在のトランは寒村にすぎなかった。カンタン郡の北部現在のタムボン・クワンターニーが現在のトランの原型として発展していた。
この地の名士プラヤー・ラッサダーはこのクワンターニーから、現在のカンタン郡の中心に1893年移動された。その後、度重なる洪水により、カンタン郡は放棄され、この地に県庁が移されこれが現在のトランとなった。
その後、タップティエン郡と呼ばれていたが、1938年に県名と郡庁所在地の名を合わせる政府の政策により、ムアントラン郡と改称された。

## 地理
トラン川の形成した平地にあり、市内のほとんどは山のない平地となっている。
国道403号線が南部に通っており北のナコーンシータンマラートと南のカンタン郡とをつないでおり、鉄道もおおむねこれに平行する。また国道4号線がおおむね東西に通っており、東はパッタルンに西はクラビーに通じている。国道404号線が東南に向かってのびており、416号線と接続し、サトゥーンに通じている。市東南部には空港もある。

## 経済
市内の主な産業は農業で、ゴムの木から採れるゴムの生産が盛んである。市内の名産物は独特の焼き豚と、ケーキである。

## 行政区分
トラン市内には15のタムボンがあり、その下位に118の村が存在する。市内には2つの自治体（テーサバーン）がある。
- テーサバーンナコーン・トラン … タムボン・タップティエン全体
- テーサバーンタムボン・クローンテーン … タムボン・ナータームヌアの一部

また、郡内には14のタムボン行政体がある。
| 1. タムボン・タップティエン … ตำบลทับเที่ยง 1. タムボン・ナープラ … ตำบลนาพละ 2. タムボン・バーンクワン … ตำบลบ้านควน 3. タムボン・ナービンラー … ตำบลนาบินหลา 4. タムボン・クワンプリン … ตำบลควนปริง 5. タムボン・ナーヨーンターイ … ตำบลนาโยงใต้ 6. タムボン・バーンラック … ตำบลบางรัก 7. タムボン・コークロー … ตำบลโคกหล่อ 1. タムボン・ナートミン … ตำบลนาโต๊ะหมิง 2. タムボン・ノーントルット … ตำบลหนองตรุด 3. タムボン・ナムプット … ตำบลน้ำผุด 1. タムボン・ナータールワン … ตำบลนาตาล่วง 2. タムボン・バーンポー … ตำบลบ้านโพธิ์ 3. タムボン・ナータームヌア … ตำบลนาท่ามเหนือ 4. タムボン・ナータームターイ … ตำบลนาท่ามใต้ | Map of tambon |